# 127e division d'infanterie (France)
La 127e division d'infanterie est une division d'infanterie de l'armée de terre française qui a participé à la Première Guerre mondiale.

## Chefs de corps
- 15 juin 1915 - 22 janvier 1916 : général Briant
- 22 janvier 1916 - 9 juillet 1918 : général d'Anselme
- 9 juillet - 17 septembre 1918 : général Pigault
- 17 septembre - 10 novembre 1918 : général Venel
- 10 novembre 1918 - 18 février 1919 : général Rampont
- 1919 : général Brissaud-Desmaillet

## Première Guerre mondiale

### Composition
- Infanterie

171e régiment d'infanterie de juin 1915 à janvier 1917
172e régiment d'infanterie de juin 1915 à novembre 1918
355e régiment d'infanterie de janvier 1917 à novembre 1918
19e bataillon de chasseurs à pied de juin 1915 à janvier 1917
26e bataillon de chasseurs à pied de juin 1915 à janvier 1917
25e bataillon de chasseurs à pied de juin 1915 à novembre 1918
29e bataillon de chasseurs à pied de juin 1915 à novembre 1918
- Cavalerie

1 escadron du 9e régiment de chasseurs à cheval de juin 1915 à janvier 1917
1 escadron du 12e régiment de chasseurs à cheval de janvier 1917 à novembre 1918
- Artillerie

2 groupes de 75 du 37e régiment d'artillerie de campagne de juin 1915 à juillet 1917
1 groupe de 90 du 34e régiment d'artillerie de campagne de janvier à juillet 1916
1 groupe de 75 du 34e régiment d'artillerie de campagne de juillet 1916 à juillet 1917
3 groupes de 75 du 237e régiment d'artillerie de campagne du 1er avril 1917 à novembre 1918
122e batterie de 58 du 46e régiment d'artillerie de campagne de juillet 1916 à janvier 1918
101e batterie de 58 du 237e régiment d'artillerie de campagne de janvier à novembre 1918
11e groupe de 155C du 106e régiment d'artillerie lourde de janvier à juillet 1918
7e groupe de 155C du 106e régiment d'artillerie lourde de juillet à novembre 1918
- Génie

compagnies 26/5 et 26/55 du 10e régiment du génie
1 bataillon du 86e régiment d'infanterie territoriale d'août à novembre 1918

### Historique
Constituée le 15 juin 1915, dans la région de Génicourt-sur-Meuse.

#### 1915
- 15 juin – 5 août : occupation d'un secteur vers Seuzey et Vaux-lès-Palameix.
- 5 août – 2 septembre : retrait du front et repos vers Rosnes.
- 2 – 20 septembre : mouvement par étapes vers la région de Cheppes-la-Prairie ; repos et instruction.
- 20 septembre – 4 octobre : mouvement vers le camp de Noblette. À partir du 25 septembre, engagée dans la 2e Bataille de Champagne. Combats dans la région butte de Souain, ferme Navarin. Puis occupation du terrain conquis, à l'est de la route de Souain à Sommepy.
- 4 – 27 octobre : retrait du front ; tenue prête à intervenir, du 4 au 8 octobre, puis mouvement vers le camp de la Noblette ; repos.
- 27 octobre 1915 – 3 juin 1916 : occupation d'un secteur vers la butte de Souain et le nord de la ferme des Wacques :

27 février 1916 : attaque allemande.
14 avril : extension du front, à gauche, au nord-est de Saint-Hilaire-le-Grand.
19 mai : attaque allemande par gaz.
1er juin : nouvelle extension du front, à gauche, jusque vers l'Epine de Védegrange.

#### 1916
- 3 – 22 juin : retrait du front, transport par camions dans la région de Vadenay ; repos. À partir du 15 juin, transport par camions dans la région de Vaubécourt ; repos.
- 22 juin – 6 juillet : transport par camions à Verdun. À partir du 24 juin, engagé dans la Bataille de Verdun, vers le bois Fumin et le sud de Damloup :

3 juillet : attaque allemande sur la batterie de Damloup.
4 juillet : contre-attaque française.
- 6 – 22 juillet : retrait du front, transport par camions dans la région de Bar-le-Duc. À partir du 17 juillet, transport par V.F. dans la région de Fère-en-Tardenois, puis mouvement vers Soissons.
- 22 juillet – 26 août : occupation d'un secteur vers Pernant et Soissons.
- 26 août – 16 septembre : retrait du front, repos et instruction vers Fère-en-Tardenois. À partir du 6 septembre, transport par V.F. dans la région d'Amiens ; repos et instruction.
- 16 septembre – 3 octobre : mouvement vers le front, engagée dans la Bataille de la Somme, vers Bouchavesnes et la ferme de Bois l'Abbé :

20, 22 septembre : attaques allemandes.
25, 26 et 27 septembre : attaques françaises
- 3 – 18 octobre : retrait du front (éléments maintenus en secteur jusqu'au 8 octobre) ; transport par camions dans la région de Méricourt-sur-Somme ; repos.
- 18 octobre – 12 novembre : mouvement vers le front. À partir du 19 octobre, engagée à nouveau dans la Bataille de la Somme vers Bouchavesnes et la ferme de Bois l'Abbé.
- 12 – 19 novembre : retrait du front ; repos vers Formerie.
- 19 novembre – 10 décembre : mouvement vers le front et occupation d'un secteur vers Rancourt et le nord de Bouchavesnes.
- 10 – 24 décembre : retrait du front (relève par l'armée britannique) ; transport par camions dans la région de Crépy-en-Valois, puis dans celle de la Ferté-Milon : repos.
- 24 décembre 1916 – 17 janvier 1917 : mouvement par étapes vers la région de Ville en Tardenois ; instruction.

#### 1917
- 17 janvier – 8 février : mouvement vers Longueval, puis occupation d'un secteur vers Chavonne et Troyon, réduit à droite, le 23 janvier, jusqu'à Moussy-sur-Aisne, puis étendu à droite, le 30, jusqu'à Chivy.
- 8 février – 7 mars : retrait du front, repos vers Lizy-sur-Ourcq.
- 7 – 29 mars : occupation d'un secteur vers Chavonne et Pernant. À partir du 18 mars, poursuite des troupes allemandes (repli allemand) : progression vers Margival, le Pont Rouge et Missy-sur-Aisne.
- 29 mars – 6 avril : retrait du front ; repos vers Écuiry.
- 6 – 21 avril : occupation d'un secteur vers Soupir et Condé-sur-Aisne.

15 avril : Bataille du Chemin des Dames. Attaques vers Chavonne ; avance vers le nord. Puis organisation des positions conquises, vers le Panthéon et l'épine de Chevregny.
- 21 avril – 8 mai : retrait du front ; repos vers Chacrise.
- 8 – 23 mai : occupation d'un secteur entre l'Epine de Chevregny et le Panthéon.
- 23 – 28 mai : retrait du front ; repos vers Vierzy.
- 28 mai – 29 juin : transport par camions vers Rozay-en-Brie. À partir du 6 juin, transport par V.F., de Provins, vers la région de Remiremont ; repos vers Gérardmer. À partir du 22 juin, repos et instruction vers Remiremont (éléments en secteur).
- 29 juin – 23 décembre : occupation d'un secteur entre le col de Sainte-Marie et Metzeral, réduit à gauche, le 13 juillet, jusqu'au col du Bonhomme.
- 23 décembre 1917 – 13 janvier 1918 : retrait du front ; repos vers Vagney : à partir du 28 décembre, mouvement vers Villersexel ; repos et instruction.

#### 1918
- 13 janvier – 15 février : mouvement par étapes vers Clerval, puis vers Pont-de-Roide-Vermondans ; travaux à la frontière suisse et instruction.
- 15 février – 27 mars : transport par V.F. au camp de Darney ; instruction.
- 27 mars – 16 avril : transport par V.F. vers Moyenneville, Estrées-Saint-Denis et Verberie, puis par camions, vers Ailly-sur-Noye et Vendeuil-Caply. Engagée au fur et à mesure du débarquement, vers Moreuil et Grivesnes, dans la Bataille de l'Avre (2e Bataille de Picardie) : combats en retraite au sud de Moreuil. Puis stabilisation vers Grivesnes et nord d'Ainval.
- 16 avril – 3 mai : retrait du front et repos vers Hardivillers, puis mouvement par étapes vers Grandvillers, puis vers Songeons ; repos.
- 3 mai – 3 juillet : transport par V.F. vers Void : mouvement vers le front, et, à partir du 9 mai, occupation d'un secteur entre le bois Loclont et Trésauvaux.
- 3 – 22 juillet : retrait du front ; transport par camions vers Sainte-Menehould et Clermont-en-Argonne ; à partir du 6 juillet, occupation d'un secteur dans la région de four de Paris, l'Aire.
- 22 juillet – 1er août : retrait du front : repos à Villers-en-Argonne. À partir du 26 juillet, transport par V.F. dans la région Verberie, Pont-Sainte-Maxence et repos ; à partir du 29 juillet, transport par camions dans la région Vivières, Puiseux-en-Retz, Soucy.
- 1er – 11 août : engagée vers Droizy, dans la Bataille du Tardenois (2e Bataille de la Marne) : prise de Grand-Rozoy, puis poursuite jusqu'à la Vesle, atteinte à l'ouest de Vasseny.
- 11 – 18 août : retrait du front, mouvement vers Violaine, puis vers la région Villers-Cotterêts, Vivières : repos.
- 18 – 28 août : mouvement vers Hautefontaine ; passage de l'Aisne. Engagée vers Nouvron-Vingré dans la 2e Bataille de Noyon : combats vers Tartiers, Bieuxy et Bagneux.
- 28 août – 17 septembre : retrait du front : repos vers Vic-sur-Aisne, puis vers Luzarches.
- 17 septembre – 20 octobre : transport par camions vers le front et occupation d'un secteur au nord de Sancy. À partir du 28 septembre, poursuite vers l'Ailette, franchie le 12 octobre :

13 octobre : prise de Laon.
- 20 – 30 octobre : engagée dans la Bataille de la Serre.

23 octobre : franchissement de la Souche et avance jusque vers la ferme Caumont.
- 30 octobre – 11 novembre : retrait du front ; à partir du 4 novembre, transport par V.F. dans la région de Charmes : préparatifs d'offensive.

#### Rattachements
Affectation organique 6e corps d'armée de juin 1915 à novembre 1918
- 1re armée

15 juin – 3 septembre 1915
10 – 17 décembre 1916
28 mai – 6 juin 1917
27 mars – 3 mai 1918
- 2e armée

15 juin – 17 juillet 1916
3 mai – 27 juillet 1918
- 3e armée

27 octobre – 4 novembre 1918
- 4e armée

3 septembre 1915 – 15 juin 1916
27 juillet – 1er août 1918
- 5e armée

17 juillet – 6 septembre 1916
17 décembre 1916 – 15 janvier 1917
- 6e armée

6 septembre – 10 décembre 1916
15 janvier – 28 mai 1917
- 7e armée

6 juin 1917 – 27 mars 1918
- 8e armée

4 – 10 novembre 1918
- 10e armée

1er août- 27 octobre 1918
10 – 11 novembre 1918

## L'Entre-deux-guerres
En 1919, était dans la Sarre comme force d'occupation.